# Zvěřínek
Zvěřínek är en ort i Tjeckien.   Den ligger i regionen Mellersta Böhmen, i den centrala delen av landet, 40 km öster om huvudstaden Prag. Zvěřínek ligger 184 meter över havet och antalet invånare är 237.
Terrängen runt Zvěřínek är platt. Runt Zvěřínek är det ganska tätbefolkat, med 108 invånare per kvadratkilometer. Närmaste större samhälle är Kolín, 19,6 km sydost om Zvěřínek. Trakten runt Zvěřínek består till största delen av jordbruksmark.